# Omloop Het Nieuwsblad 2012
De Omloop Het Nieuwsblad, een eendaagse wielerwedstrijd in België, was in 2012 de 67e editie voor de mannen en de 7e editie voor de vrouwen. Beide koersen werden op zaterdag 25 februari verreden en beide met start en finish in Gent.

## Mannen
De 67e editie werd verreden op zaterdag 25 februari 2012, met start en aankomst in Gent over een parcours bijna 200 kilometer. De wedstrijd werd gewonnen door de Belg  Sep Vanmarcke.

### Verloop
Een kopgroep van zeven man, Marco Haller, David Boucher, Florian Vachon, Davide Ricci Bitti, Sven Vandousselaere, Arnoud van Groen en Lieuwe Westra, kreeg een voorsprong van meer dan twaalf minuten. Maar het peloton greep tijdig in. Met Stijn Vandenbergh op kop halveerde het gauw de voorsprong. Enkel Vandousselaere en Westra konden langere tijd standhouden. Het gedrum in het peloton veroorzaakte een reeks valpartijen, met een aantal opgaven tot gevolg.
Onder impuls van Tom Boonen ontstond op de Taaienberg, op 60 km van de streep, een groepje met Juan Antonio Flecha (winnaar in 2010, derde in 2011), Matthew Hayman, Sep Vanmarcke, Matti Breschel, Thor Hushovd (winnaar in 2009) en Dries Devenyns. De vluchters werden opgeraapt en het werd snel duidelijk dat de overwinnaar in dit groepje zat. Op de Paddestraat moesten Hushovd en Breschel lossen. Sep Vanmarcke trok flink door op de Lange Munte en enkel Boonen en Flecha konden nog mee. Het werd een lange tactische aanloop naar een sprint met drie, waarin Boonen de beste kaarten leek te hebben. Maar hij zette te vroeg aan en Vanmarcke remonteerde hem uiteindelijk gemakkelijk in de laatste 50 meter.

### Parcours
Hellingen
In totaal werden 10 hellingen opgenomen in het parcours.
| Nummer | Naam          | Kilometer | Bestrating | Lengte (m) | Gemiddelde helling |
| ------ | ------------- | --------- | ---------- | ---------- | ------------------ |
| 1      | Tenbosse      | 69        | asfalt     | 450        | 6,9%               |
| 2      | Guilleminlaan | 83        | asfalt     | 2600       |                    |
| 3      | Eikenmolen    | 93        | asfalt     |            |                    |
| 4      | Valkenberg    | 102       | asfalt     | 540        | 8,1%               |
| 5      | Kruisberg     | 131       | asfalt     |            |                    |
| 6      | Taaienberg    | 141       | kasseien   | 530        | 6,6%               |
| 7      | Eikenberg     | 146       | kasseien   | 1200       | 5,2%               |
| 8      | Wolvenberg    | 149       | asfalt     | 645        | 7,9%               |
| 9      | Leberg        | 159       | asfalt     | 950        | 4,2%               |
| 10     | Molenberg     | 164       | kasseien   | 463        | 7%                 |

Kasseistroken
Naast de hellingen met kasseibestrating werden nog 9 vlakke kasseistroken opgenomen in het parcours.
| Nummer | Naam             | Kilometer | Lengte (m) |
| ------ | ---------------- | --------- | ---------- |
| 1      | Haaghoek         | 60        | 2000       |
| 2      | Haaghoek         | 110       | 2000       |
| 3      | Donderij         | 136       | 800        |
| 4      | Holleweg         | 149       | 1500       |
| 5      | Haaghoek         | 156       | 2000       |
| 6      | Paddestraat      | 169       | 2300       |
| 7      | Lippenhovestraat | 172       | 1300       |
| 8      | Lange Munte      | 179       | 2500       |
| 9      | Steenakker       | 197       | 700        |

### Deelnemende ploegen
| ProTeam                                                                                     | ProTeam                                                                       | Professioneel continentaal | Professioneel continentaal |
| AG2R-La Mondiale FDJ-Big Mat BMC Racing Team Team Garmin-Barracuda Vacansoleil-DCM Rabobank | Lotto-Belisol Omega Pharma-Quick Step Sky ProCycling GreenEdge Team Katjoesja | Topsport Vlaanderen-Mercator Landbouwkrediet Accent.Jobs-Willems Veranda's Team NetApp Project 1T4I-Felt Farnese Vini–Selle Italia Team RusVelo | Cofidis, le crédit en ligne Saur-Sojasun Bretagne-Schuller Team Europcar Spidertech Powered by C10 Team Type 1-Sanofi Champion System Pro Cycling Team |

### Uitslag
| Plaats  | Naam                | Ploeg                         | Tijd     |
| ------- | ------------------- | ----------------------------- | -------- |
| Winnaar | Sep Vanmarcke       | Team Garmin-Barracuda         | 4u52'48" |
| 2       | Tom Boonen          | Omega Pharma-Quick Step       | z.t.     |
| 3       | Juan Antonio Flecha | Sky ProCycling                | z.t.     |
| 4       | Heinrich Haussler   | Team Garmin-Barracuda         | +25"     |
| 5       | Greg Van Avermaet   | BMC Racing Team               | z.t.     |
| 6       | Marco Marcato       | Vacansoleil-DCM               | z.t.     |
| 7       | Lloyd Mondory       | AG2R-La Mondiale              | z.t.     |
| 8       | Matthieu Ladagnous  | FDJ-Big Mat                   | z.t.     |
| 9       | Alexandre Pichot    | Team Europcar                 | z.t.     |
| 10      | Staf Scheirlinckx   | Accent.Jobs-Willems Veranda's | z.t.     |
| 11      | John Degenkolb      | Project 1T4I-Felt             | z.t.     |
| 12      | Luca Paolini        | Team Katjoesja                | z.t.     |
| 13      | Maarten Wynants     | Rabobank                      | z.t.     |
| 14      | Kristof Goddaert    | AG2R-La Mondiale              | z.t.     |
| 15      | Bobbie Traksel      | Landbouwkrediet               | z.t.     |
| 16      | Sébastien Turgot    | Team Europcar                 | z.t.     |
| 17      | Leif Hoste          | Accent.Jobs-Willems Veranda's | z.t.     |
| 18      | Oscar Gatto         | Farnese Vini-Neri Sottoli     | z.t.     |
| 19      | Jelle Wallays       | Topsport Vlaanderen-Mercator  | z.t.     |
| 20      | Frédéric Amorison   | Landbouwkrediet               | z.t.     |

## Vrouwen
De 7e editie werd in de ochtend verreden op zaterdag 25 februari van Gent naar Gent over 119,4  kilometer. De finish werd door 97 rensters bereikt. De Nederlandse Loes Gunnewijk won de koers.

### Uitslag
| Rang | Renster                | Ploeg                           | Tijd     |
| ---- | ---------------------- | ------------------------------- | -------- |
| 1    | Loes Gunnewijk         | Orica-AIS                       | 3u17'14" |
| 2    | Ellen van Dijk         | Specialized-lululemon           | z.t.     |
| 3    | Trixi Worrack          | Specialized-lululemon           | + 1'10   |
| 4    | Martine Bras           | Dolmans-Boels Cycling Team      | z.t.     |
| 5    | Pauline Ferrand-Prévot | Rabobank Women Cycling Team     | z.t.     |
| 6    | Noemi Cantele          | BePink                          | z.t.     |
| 7    | Elisa Longo Borghini   | Hitec Products-Mistral Home     | z.t.     |
| 8    | Tiffany Cromwell       | Orica-AIS                       | z.t.     |
| 9    | Amanda Spratt          | Orica-AIS                       | z.t.     |
| 10   | Elizabeth Deignan      | AA Drink-Leontien.nl            | z.t.     |
|      |                        |                                 |          |
| 13   | Latoya Brulée          | Topsport Vlaanderen-Ridley 2012 | + 1'33"  |

1945 · 1946 · 1947 · 1948 · 1949 · 1950 · 1951 · 1952 · 1953 · 1954 · 1955 · 1956 · 1957 · 1958 · 1959 · 1960 · 1961 · 1962 · 1963 · 1964 · 1965 · 1966 · 1967 · 1968 · 1969 · 1970 · 1971 · 1972 · 1973 · 1974 · 1975 · 1976 · 1977 · 1978 · 1979 · 1980 · 1981 · 1982 · 1983 · 1984 · 1985 · 1986 · 1987 · 1988 · 1989 · 1990 · 1991 · 1992 · 1993 · 1994 · 1995 · 1996 · 1997 · 1998 · 1999 · 2000 · 2001 · 2002 · 2003 · 2004 · 2005 · 2006 · 2007 · 2008 · 2009 · 2010 · 2011 · 2012 · 2013 · 2014 · 2015 · 2016 · 2017 · 2018 · 2019 · 2020 · 2021 · 2022 · 2023 · 2024 · 2025
Etappewedstrijden

 Ster van Bessèges · 
 Ronde van de Middellandse Zee · 
 Ruta del Sol · 
 Ronde van de Algarve · 
 Ronde van de Haut-Var · 
 Driedaagse van West-Vlaanderen · 
 Internationale Wielerweek · 
 Internationaal Wegcriterium · 
 Driedaagse van De Panne-Koksijde · 
 Ronde van de Sarthe · 
 Ronde van Trentino · 
 Ronde van Turkije · 
 Ronde van Asturië · 
 Vierdaagse van Duinkerke · 
 Ronde van Azerbeidzjan · 
 Szlakiem Grodòw Piastowskich · 
 Ronde van Castilië en León · 
 Ronde van Picardië · 
 Ronde van Noorwegen · 
 World Ports Classic · 
 Ronde van Beieren · 
 Ronde van België · 
 Tour des Fjords · 
 Ronde van Estland · 
 Ronde van Luxemburg · 
 Boucles de la Mayenne · 
 Ster ZLM Toer · 
 Ronde van Slovenië · 
 Route du Sud · 
 Ronde van Oostenrijk · 
 Sibiu Cycling Tour · 
 Ronde van Wallonië · 
 Ronde van Portugal · 
 Ronde van Denemarken · 
 Ronde van de Ain · 
 Ronde van Burgos · 
 Arctic Race of Norway · 
 Ronde van de Limousin · 
 Ronde van Poitou-Charentes · 
 Wielerweek van Lombardije · 
 Ronde van Groot-Brittannië · 
 Ronde van Gévaudan Languedoc-Roussillon · 
 Eurométropole Tour
Eendaagse wedstrijden

 GP La Marseillaise · 
 Grote Prijs van de Etruskische Kust · 
 Trofeo Palma · 
 Trofeo Ses Salines · 
 Trofeo Serra de Tramuntana · 
 Trofeo Platja de Muro · 
 Trofeo Laigueglia · 
 Ronde van Murcia · 
 Omloop Het Nieuwsblad · 
 Classic Sud Ardèche · 
 GP Lugano · 
 Clásica de Almería · 
 Kuurne-Brussel-Kuurne · 
 La Drôme Classic · 
 Le Samyn · 
 GP Città di Camaiore · 
 Strade Bianche · 
 Roma Maxima · 
 Ronde van Drenthe · 
 Dwars door Drenthe · 
 Nokere Koerse · 
 GP Nobili Rubinetterie · 
 Handzame Classic · 
 Classic Loire-Atlantique · 
 Grote Prijs van Cholet-Pays de Loire · 
 Dwars door Vlaanderen · 
 Route Adélie de Vitré · 
 Volta Limburg Classic · 
 Grote Prijs Miguel Indurain · 
 Ronde van La Rioja · 
 Scheldeprijs · 
 GP Pino Cerami · 
 Klasika Primavera · 
 Parijs-Camembert · 
 Brabantse Pijl · 
 GP Denain · 
 Ronde van de Finistère · 
 Tro Bro Léon · 
 Ronde van Keulen · 
 La Roue Tourangelle · 
 Rund um den Finanzplatz Eschborn-Frankfurt · 
 Ronde van de Somme · 
 ProRace Berlin · 
 Grote Prijs van Plumelec · 
 Boucles de l'Aulne · 
 Ronde van Zeeland Seaports · 
 Trofeo Melinda · 
 GP Kanton Aargau · 
 Ronde van Limburg · 
 Ronde van de Apennijnen · 
 Halle-Ingooigem · 
 Trofeo Matteotti · 
 Prueba Villafranca de Ordizia · 
 GP Industria & Artigianato-Larciano · 
 Ronde van Toscane · 
 Circuito de Getxo · 
 Polynormande · 
 RideLondon Classic · 
 GP Stad Zottegem · 
 Dutch Food Valley Classic · 
 Châteauroux Classic de l'Indre · 
 Druivenkoers Overijse · 
 Ronde van Veneto · 
 Schaal Sels · 
 Memorial Rik Van Steenbergen · 
 Brussels Cycling Classic · 
 GP Fourmies · 
 Ronde van de Doubs · 
 GP Jef Scherens · 
 Coppa Bernocchi · 
 Coppa Agostoni · 
 GP van Wallonië · 
 Ronde van de Drie Valleien · 
 Kampioenschap van Vlaanderen · 
 Memorial Marco Pantani · 
 Grote Prijs Impanis-Van Petegem · 
 GP van Isbergues · 
 GP Industria & Commercio di Prato · 
 Omloop van het Houtland · 
 Duo Normand · 
 Milaan-Turijn · 
 Ronde van Piëmont · 
 Ronde van het Münsterland · 
 Pro Cycling Marathon · 
 Ronde van de Vendée · 
 Memorial Frank Vandenbroucke · 
 Coppa Sabatini · 
 Parijs-Bourges · 
 Ronde van Emilia · 
 GP Beghelli · 
 Parijs-Tours · 
 Nationale Sluitingsprijs · 
 Ronde van Romagna · 
 Chrono des Nations